# Йёргенсен, Каспер (футболист)
Каспер Поул Мёльгор Йёргенсен (дат. Kasper Poul Mølgaard Jørgensen; род. 7 ноября 1999, Дания) — датский футболист, защитник клуба «Ольборг».

## Клубная карьера
Йёргенсен — воспитанник клубов «Норшелланн» и «Брондбю». В 2019 году игрок подписал контракт с «Люнгбю». 22 июля в матче против «Оденсе» он дебютировал в датской Суперлиге. В 2020 году Йёргенсен на правах аренды перешёл в норвежский «Олесунн». 18 октября в матче против «Стабека» он дебютировал в Типпелиге. По окончании аренды он вернулся в «Люнгбю». 28 сентября в поединке против «Норшелланна» Каспер забил свой первый гол за клуб.
В начале 2023 года Йёргенсен перешёл в «Ольборг». 17 февраля в матче против «Орхуса» он дебютировал за новый клуб. По итогам сезона команда вылетела из элиты, но игрок остался. 24 августа в поединке против «Хобро» Каспер забил свой первый гол за «Ольборг». По итогам сезона он помог клубу вернуться в элиту.